# Estadi de l'àrea de desenvolupament de Changchun
L'estadi de l'àrea de desenvolupament (xinès simplificat: 经开体育场, pinyin: Jīngkāi tǐyùchǎng, literalment 'Estadi de Jingkai') és un estadi polivalent a Changchun, província de Jilin, Xina. Es troba al centre esportiu Jingkai, que també inclou pistes de tennis.
Actualment l'estadi s'utilitza principalment per a partits de futbol. El recinte també s'utilitza de vegades per a l'atletisme. Té capacitat per a 25.000 persones i es va construir l'any 2002. L'estadi de Jinkai ha sigut l'estadi local del Changchun Yatai en dos ocasions. També ha estat la llar de l'equip femení Changchun Dazhong Zhuoyue WFC.
Els vestidors es van renovar l'any 2012.